# Герб Йошкар-Олы
Герб муниципального образования «Город Йошкар-Ола» является государственным символом города Йошкар-Ола. Действующий герб утверждён 22 июня 2011 года.

## Описание
Современный герб был принят 22 июня 2011 года на собрании депутатов городского округа «Город Йошкар-Ола» пятого созыва. Решение было принято в связи с тем, что указом императрицы Екатерины II на гербе должен находится серебряной лось в голубом поле. Однако герб Царевококшайска имел лося без рогов, что больше было похоже на лосиху.
Геральдическое описание герба:
Герб муниципального образования «Город Йошкар-Ола» представляет собой лазоревый геральдический щит с изображением серебряного лося с золотыми рогами и копытами.
Щит увенчан золотой башенной короной о пяти зубцах с национальным марийским орнаментом в обруче.
Данный герб Йошкар-Олы не внесён в Государственный геральдический регистр Российской Федерации.

## Критика герба
По мнению специалистов Геральдического совета РФ, действующий герб - «ординарный и лишенный смысла» и «демонстрирует незнание грамоты и истории русского языка», ведь в историческом источнике фигура городского герба описана как «серебряная лось», т.е. самка лося, лосиха.

## История

### Герб Царевококшайска 1781 года
18 октября 1781 года именным указом императрицы Екатерины II по докладу Сената об утверждении гербов городам Казанского наместничества высочайше пожалован первый герб города. Герб Царевококшайска имел традиционную форму городских гербов — боевой щит французской формы, прямоугольный, с овально закруглёнными нижними углами и с остриём в середине нижней части.
В верхней части герба — на белом поле — чёрный дракон с золотой короной и красными крыльями — символ Казанской губернии (см. Зилант) и свидетельство вхождения города Царевококшайска в её состав. В нижней части — серебряный лось в голубом поле.
Исторический герб Царевококшайска: в верхней половине щита герб Казанский, в нижней части
серебряный лось в голубом поле в знак того, что таковых зверей в ловле обыватели сих мест упражняются

### Советское время
С начала советской власти герб Царевококшайска не употреблялся. Новый герб был принят только 19 августа 1968 года. Автор проекта герба — в то время научный сотрудник республиканского краеведческого музея Н. В. Иванов.
Герб имеет традиционную щитовидную форму с прямыми углами на верхней части и с закруглением двух нижних углов в овалы и остриём в середине нижней части. На верхнем краю щита — надпись «Йошкар-Ола», под надписью горизонтальная кайма с марийским орнаментом. На верхней половине щита по центру изображён силуэт снежинки, в её центре — шестерёнка. В нижней части половины щита изображён лось. Левая половина щита имеет голубую окраску, а правая — красную. Надпись «Йошкар-Ола» произведена золотом по белому фону. Силуэты снежинки и шестерёнки, а также изображение лося — белые, окаймлённые золотом. Щит — свидетельство боевых страниц в летописи Красного города. Сочетание голубого и красного цветов, составляющих основной фон герба напоминало цвета государственного флага РСФСР, в состав которой входила Марийская АССР со столицей — городом Йошкар-Ола. Национальный орнамент, взятый из марийской вышивки, которая по традиции наносится на белый цвет, надпись по белому фону «Йошкар-Ола» подчёркивают принадлежность герба столице Марийской АССР, ныне Республики Марий Эл. Снежинка — символ Марийского завода торгового машиностроения, продукция которого была широко известна не только в СССР, но и за его пределами. Одновременно снежинка символизировала географическое положение города, который находится в краю, где бывают суровые зимы. Шестерня в центре снежинки является общепринятым символом металлообрабатывающей промышленности. В нижней части щита — белый лось — символ благородства и силы. 

### Новое время
Герб Йошкар-Олы был принят 28 октября 2005 года.
В лазоревом поле серебряная лосиха, щит увенчан золотой башенной короной с пятью зубцами и с национальным марийским орнаментом в обруче.
Авторами реконструкции исторического герба являются заслуженный художник Республики Марий Эл И. В. Ефимов и аспирант института истории Академии наук Республики Татарстан П. И. Ефимов. Силуэт лося в эмблеме Йошкар-Олы означает историческую преемственность с гербом 1781 года.
Данный герб Йошкар-Олы внесён в Государственный геральдический регистр Российской Федерации (протокол 37д, № 3329).
В 2011 году в геральдическое описание герба были внесены поправки на основании того, что указом императрицы Екатерины II на гербе должен находится серебряной лось в голубом поле.
Однако фактически герб Царевококшайска изображал лося без рогов, что больше было похоже на лосиху. Поэтому гербу Йошкар-Олы, утверждённому в 2011 г., было отказано в государственной регистрации.